# Torneo de las Cinco Naciones 1967
El Torneo de las Cinco Naciones de 1967 fue la 73° edición del principal Torneo del hemisferio norte de rugby.
El campeón del torneo fue la selección de Francia.

## Clasificación
| Lugar | Selección  | Partidos | Partidos | Partidos  | Partidos | Puntos  | Puntos    | Puntos | Tabla de puntos |
| Lugar | Selección  | Jugados  | Ganados  | Empatados | Perdidos | A favor | En contra | dif.   | Tabla de puntos |
| ----- | ---------- | -------- | -------- | --------- | -------- | ------- | --------- | ------ | --------------- |
| 1     | Francia    | 4        | 3        | 0         | 1        | 55      | 41        | +14    | 6               |
| 2     | Inglaterra | 4        | 2        | 0         | 2        | 68      | 67        | +1     | 4               |
| 3     | Irlanda    | 4        | 2        | 0         | 2        | 17      | 22        | -5     | 4               |
| 4     | Escocia    | 4        | 2        | 0         | 2        | 37      | 45        | -8     | 4               |
| 5     | Gales      | 4        | 1        | 0         | 3        | 53      | 55        | -2     | 2               |

## Resultados
| 14 de enero | Francia | 8 - 9 | Escocia | Stade Olympique Yves-du-Manoir, Colombes |  |

| 4 de febrero | Escocia | 11 - 5 | Gales | Estadio Murrayfield, Edimburgo |  |

| 11 de febrero | Irlanda | 3 - 8 | Inglaterra | Lansdowne Road, Dublín |  |

| 25 de febrero | Inglaterra | 12 - 16 | Francia | Twickenham Stadium, Londres |  |

| 25 de febrero | Escocia | 3 - 5 | Irlanda | Estadio Murrayfield, Edimburgo |  |

| 11 de marzo | Gales | 0 - 3 | Irlanda | Cardiff Arms Park, Cardiff |  |

| 18 de marzo | Inglaterra | 27 - 14 | Escocia | Twickenham Stadium, Londres |  |

| 1 de abril | Francia | 20 - 14 | Gales | Stade Olympique Yves-du-Manoir, Colombes |  |

| 15 de abril | Irlanda | 6 - 11 | Francia | Lansdowne Road, Dublín |  |

| 15 de abril | Gales | 34 - 21 | Inglaterra | Cardiff Arms Park, Cardiff |  |

## Premios especiales
- Copa Calcuta:  Inglaterra